# Caltanissetta
Caltanissetta (sizilianisch Cartanissètta oder Nissa; mittelalterlich Qalʿat an-Nisā, Calatanissa, Calatanixectum) ist eine Stadt und Gemeinde in der italienischen Region Sizilien mit 58.343 Einwohnern (Stand 31. Dezember 2023). Sie ist Hauptstadt des Freien Gemeindekonsortiums Caltanissetta.

## Lage und Daten
Caltanissetta liegt 128 Kilometer südöstlich von Palermo im Inselinneren. Es befindet sich über einem Tal des Imera Meridionale in einem hügeligen Gebiet auf einer Höhe von 568 Metern. Caltanissetta ist zudem die größte Stadt Siziliens, die nicht am Meer liegt.
Die Nachbargemeinden sind Canicattì (AG), Delia (Cl), Enna (EN), Marianopoli, Mazzarino, Mussomeli, Naro (AG), Petralia Sottana (PA), Pietraperzia (EN), San Cataldo, Santa Caterina Villarmosa, Serradifalco und Sommatino.

## Geschichte
Caltanissetta war vermutlich bereits eine Siedlung der Sikaner, die den Ort Nissa nannten. Unter der Herrschaft der Araber wurde eine Burg errichtet, die von den Normannen 1086 besetzt wurde. Im 15. und 16. Jahrhundert wuchs die Stadt unter dem Haus Montcada, es bildeten sich die Stadtteile Santa Flavia, San Rocco und andere.
Die Stadt war vom 19. Jahrhundert an eines der Zentren des Schwefelbergbaus und des Abbaus von Magnesium. Im Jahr 1818 wurde Caltanissetta die Provinzhauptstadt der gleichnamigen Provinz.

## Infrastruktur
Die Gegend ist landwirtschaftlich geprägt. Wichtiger Erwerbszweig der Einwohner ist der Anbau von Weizen, Artischocken, Oliven und Mandeln. Im Zusammenhang damit gibt es Arbeitsplätze in der Lebensmittelindustrie. Das Unternehmen Averna, das unter anderem einen Kräuterbitter produziert, hat hier seinen Firmenhauptsitz. Weitere wichtige Wirtschaftszweige der Stadt sind die chemische und die metallverarbeitende Industrie.
Der Bahnhof Caltanissetta Centrale befindet sich an der Bahnstrecke Catania–Agrigent; am Bahnhof Caltanissetta Xirbi, einige Kilometer nördlich der Stadt gelegen, beginnt die Bahnstrecke Caltanissetta–Palermo.
Außerdem gibt es eine im Ausbau befindliche Schnellstraßenverbindung (SS 640) nach Agrigent. Caltanissetta verfügt auch über einen zentralen Busbahnhof, von dem aus Catania, Palermo, Agrigent und viele Städte aus der Region angefahren werden.

## Sehenswürdigkeiten
- Die Piazza Garibaldi ist das Zentrum der Stadt. Hier stehen die Kathedrale, die Kirche San Sebastiano und der Neptunbrunnen.
- Die Kathedrale S. Maria la Nova von Caltanissetta ist Bischofskirche des Bistums Caltanissetta. Sie wurde von 1570 bis 1622 im Stil der Spätrenaissance mit barocken Stilmerkmalen erbaut. In der Kirche befinden sich Fresken von Guglielmo Borremans aus dem Jahr 1720.
- Caltanissetta ist Sitz eines archäologischen Museums, das Funde aus der Bronzezeit bis in die byzantinische Zeit sowie Fundstück aus den Ausgrabungen der 1950er Jahre bei Sabucina präsentiert.
- Im Mineralogischen und Paläontologischen Schwefelmuseum werden neben einer großen Auswahl an Steinen und Erzen die Geschichte und die Arbeitsbedingungen des Schwefelbergbaus dokumentiert.
- Die Mauerreste des Castello di Pietrarossa (Burg von Pietrarossa) liegen südöstlich außerhalb des Stadtkerns von Caltanissetta auf einem Felsen oberhalb des Friedhofs. Das arabische Kastell (qalʿa wird es von Idrisi bezeichnet) wurde von den Normannen 1086 erobert und erweitert. Noch im 12. Jahrhundert lag die Siedlung unmittelbar bei der Burg, Hugo Falcandus bezeichnet sie als oppidum im Besitz des Grafen Gottfried von Montescaglioso.  1567 wurde sie von einem Erdbeben zerstört.[5]

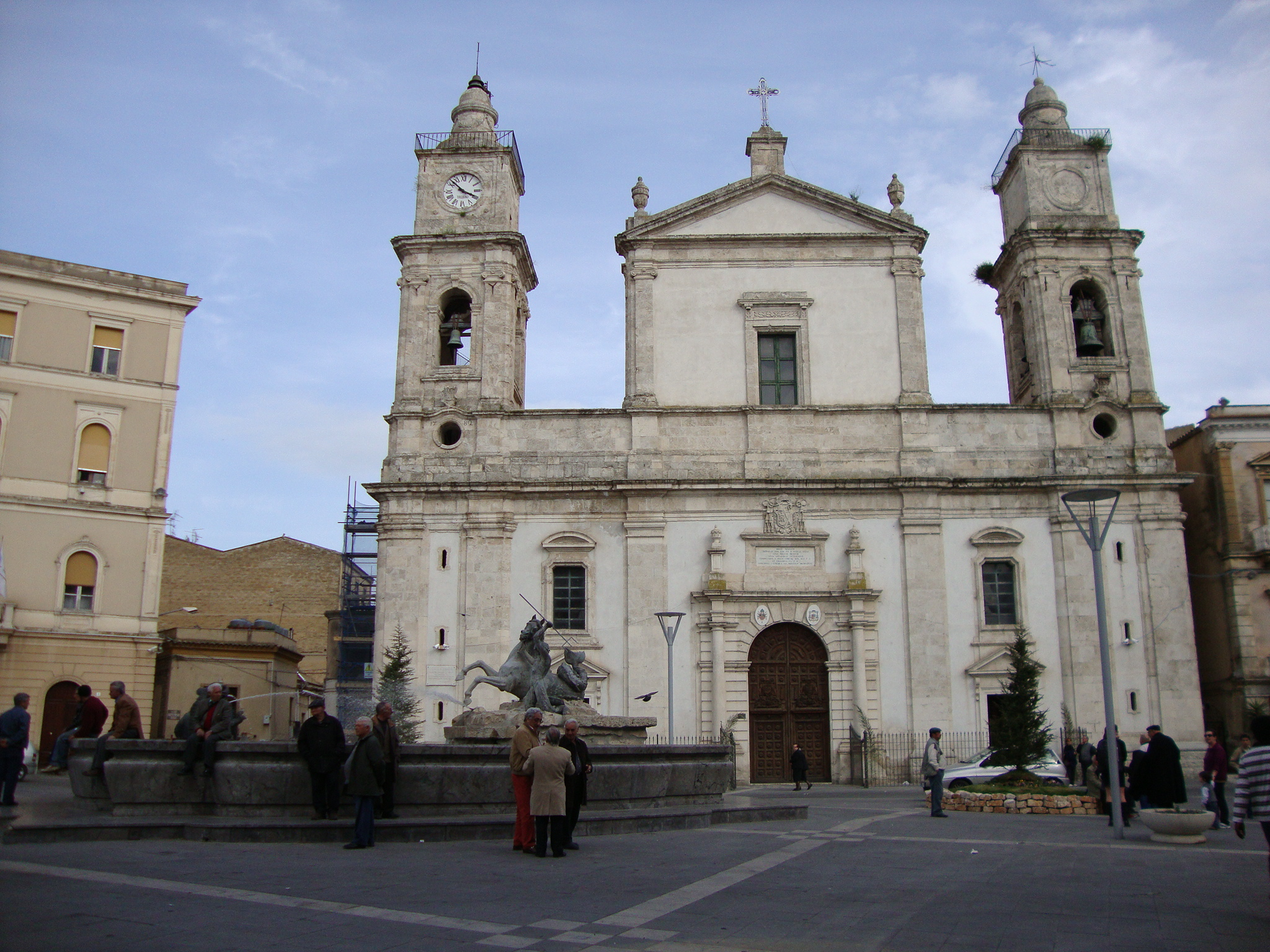
Kathedrale von Caltanissetta
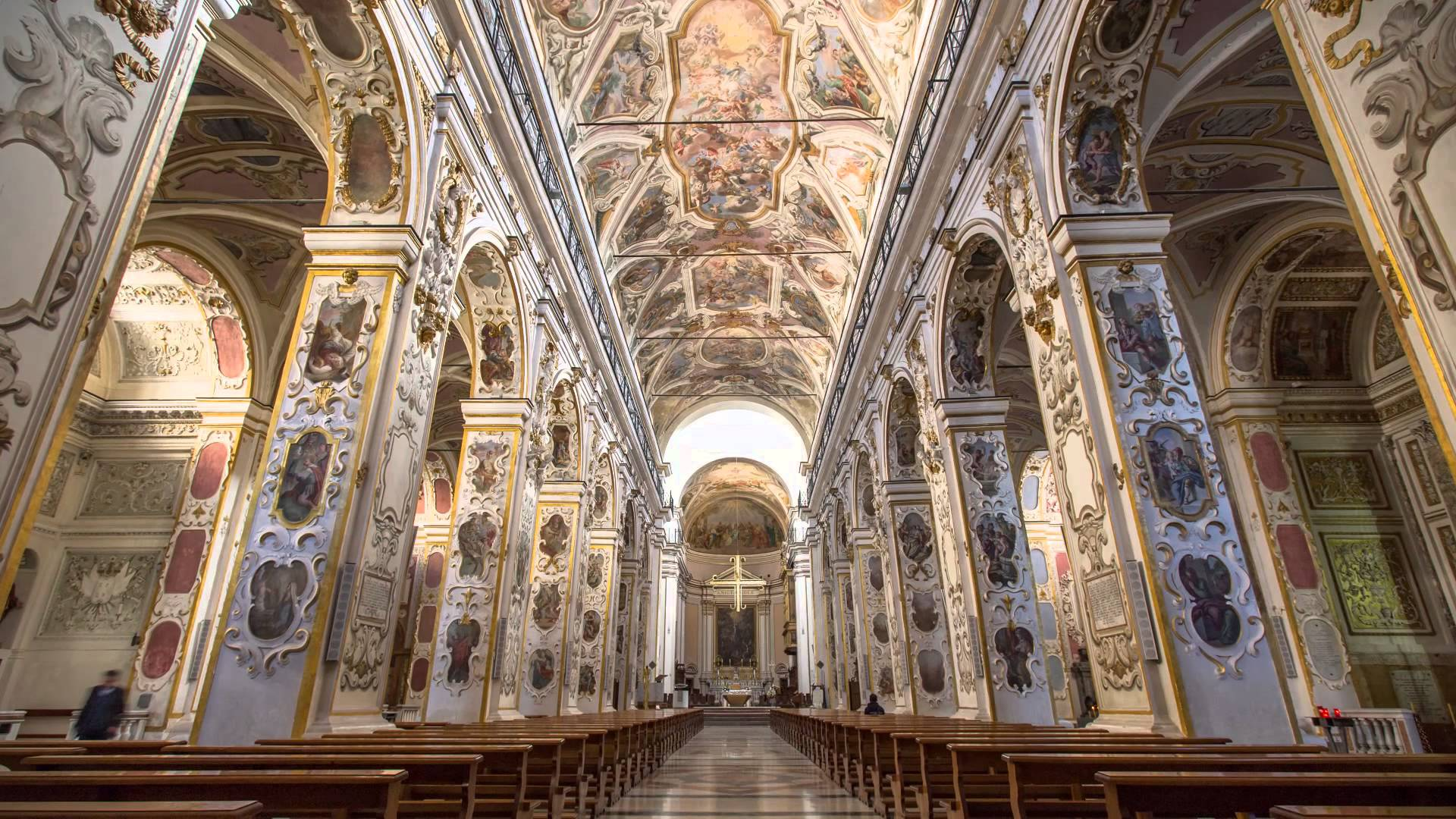
Kathedrale von innen
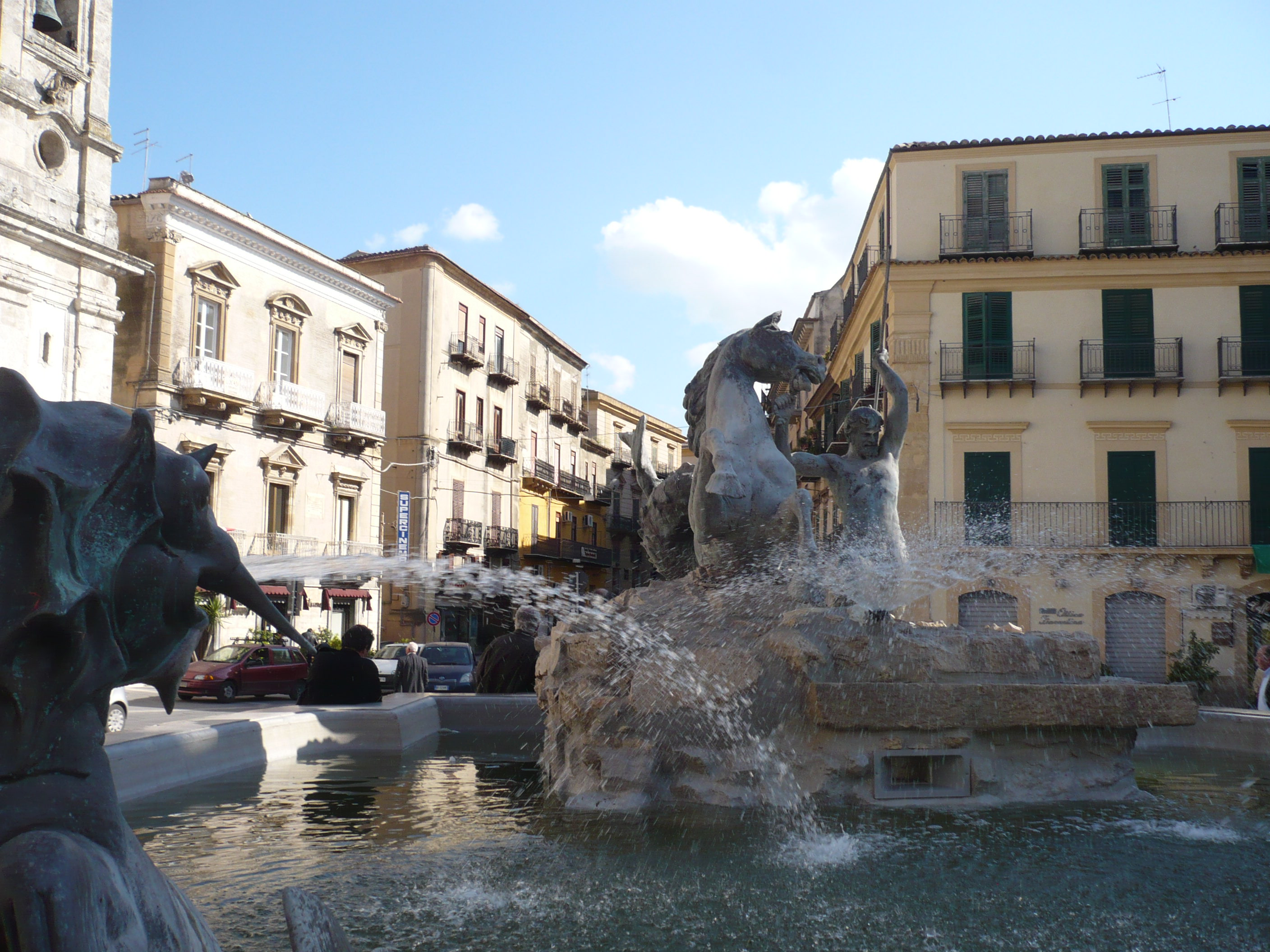
Neptunbrunnen
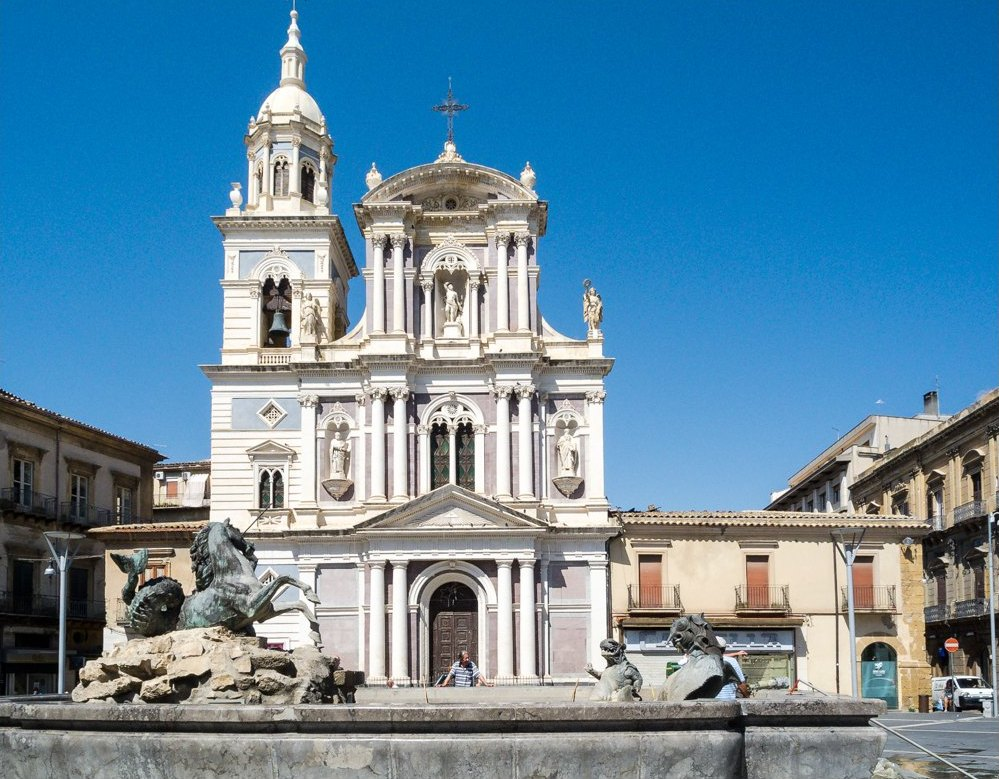
Chiesa di San Sebastiano
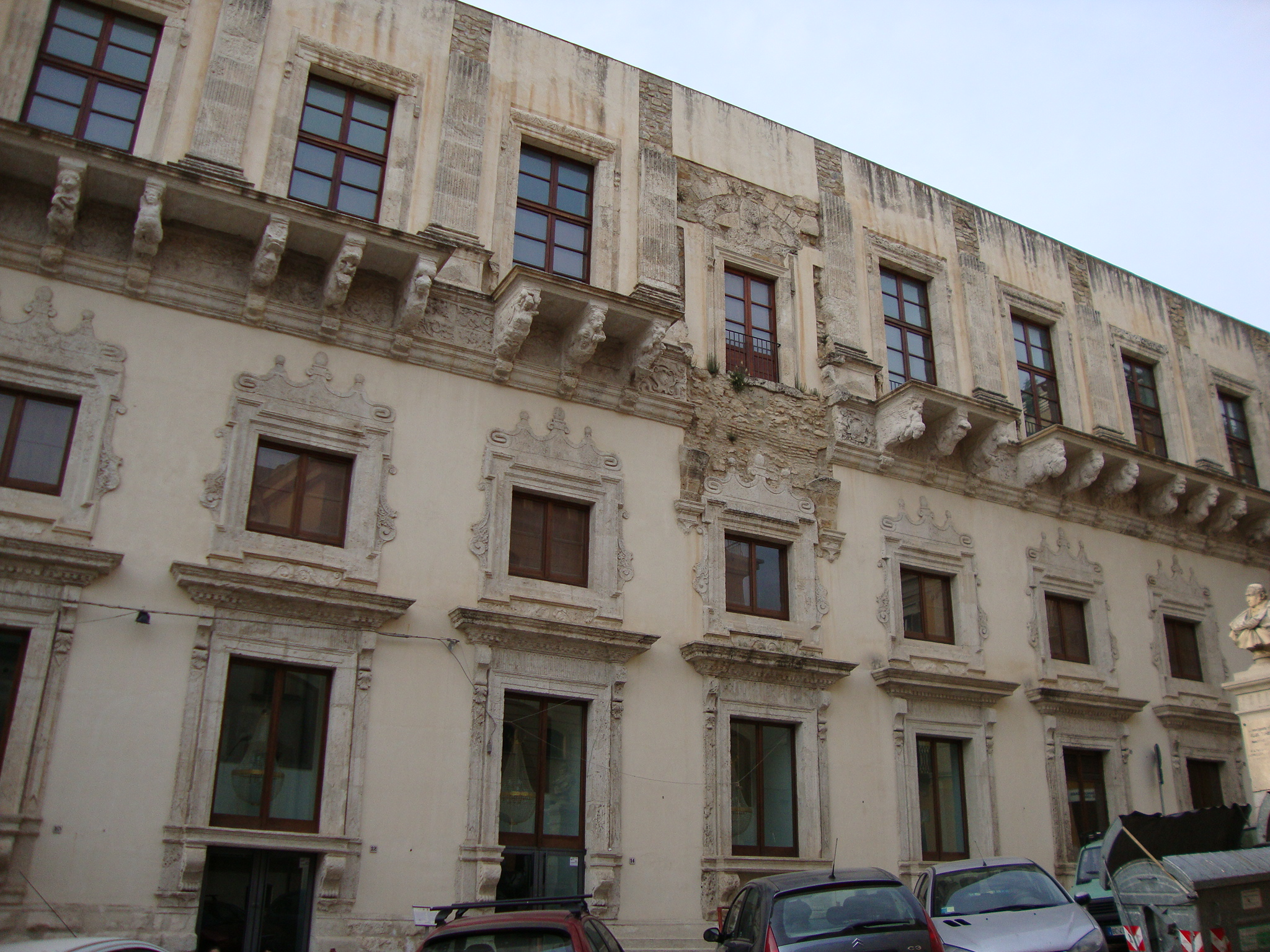
Palazzo Moncada
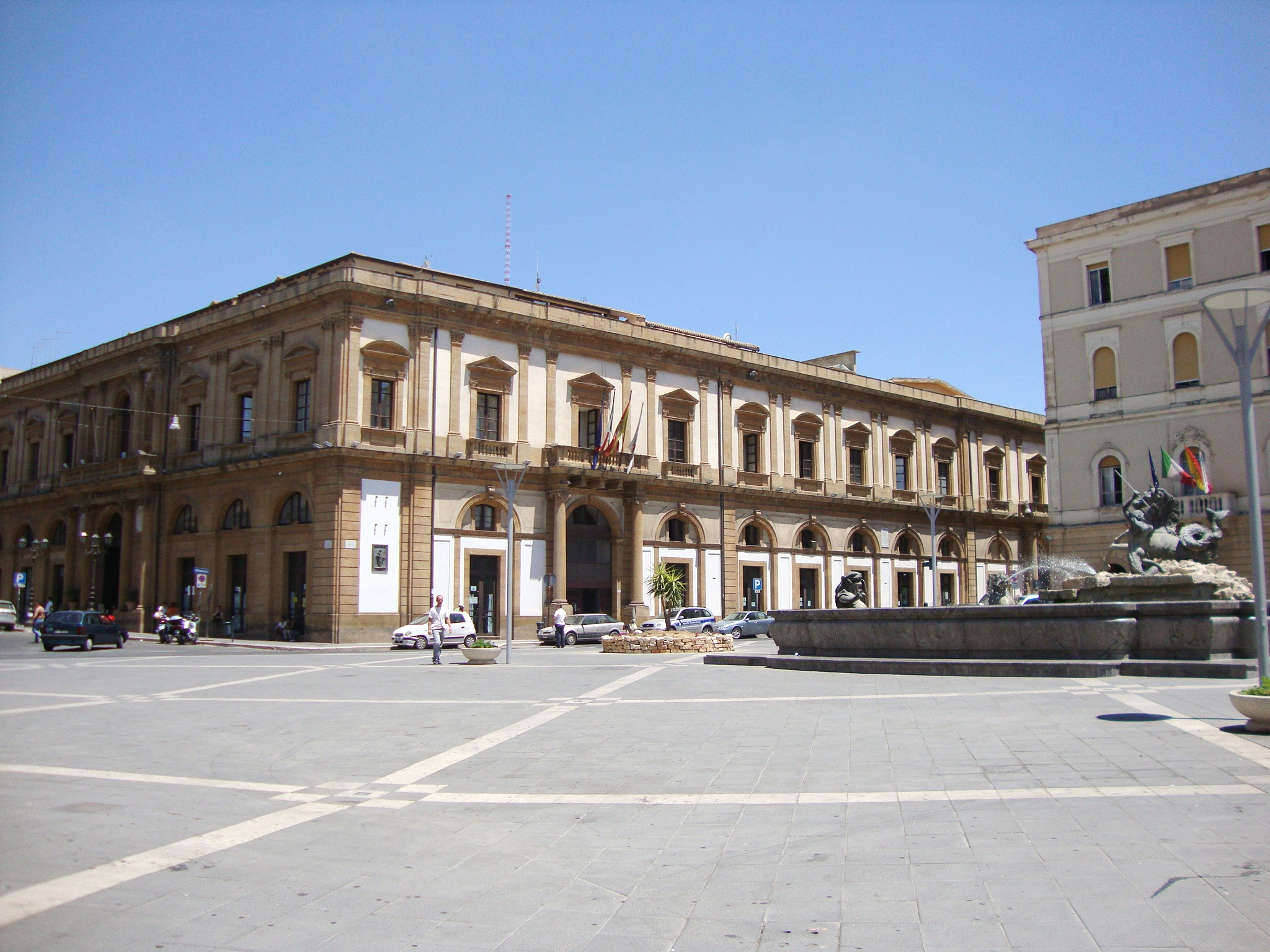
Rathaus
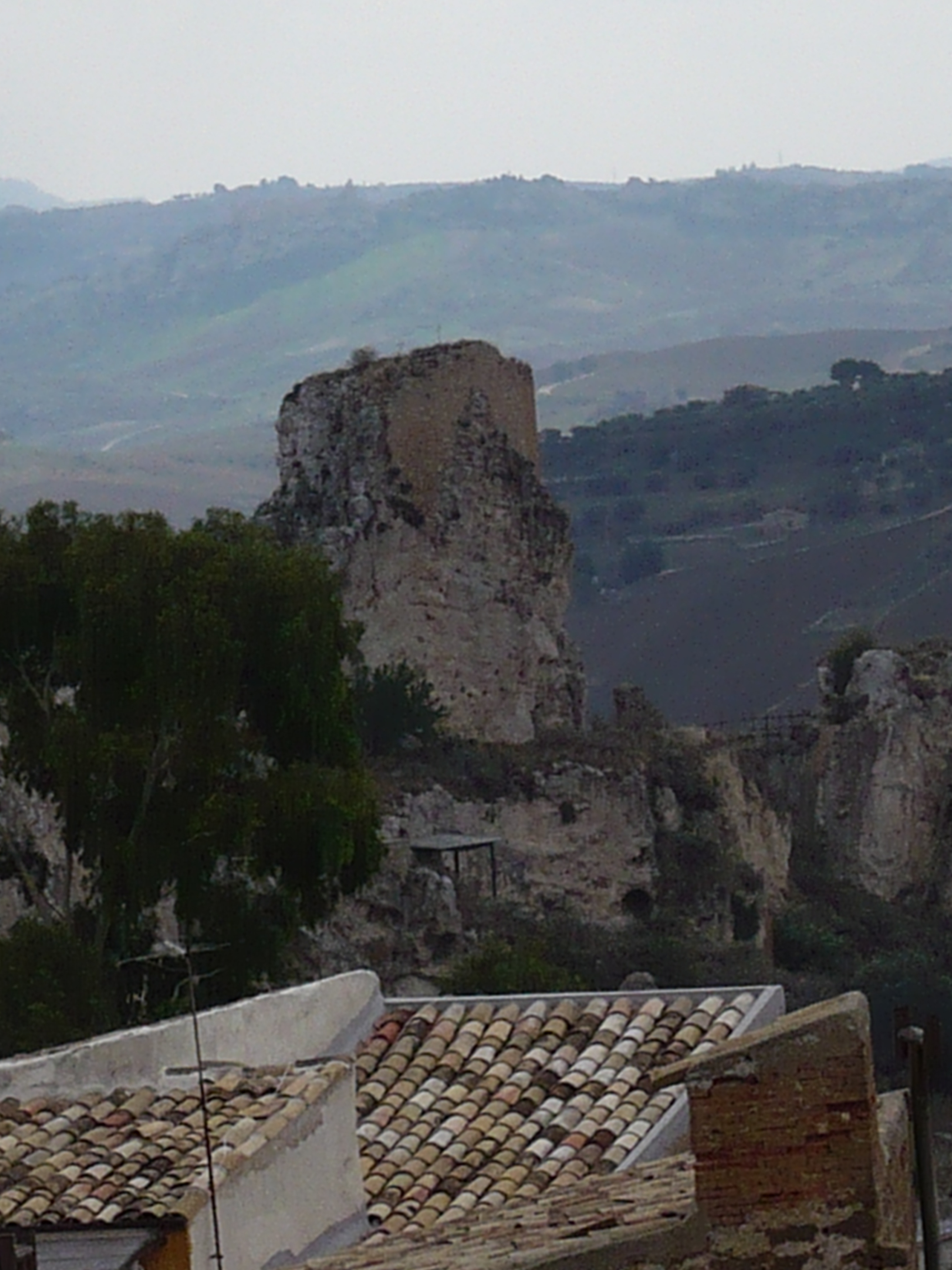
Castello di Pietrarossa

## Rundfunksender

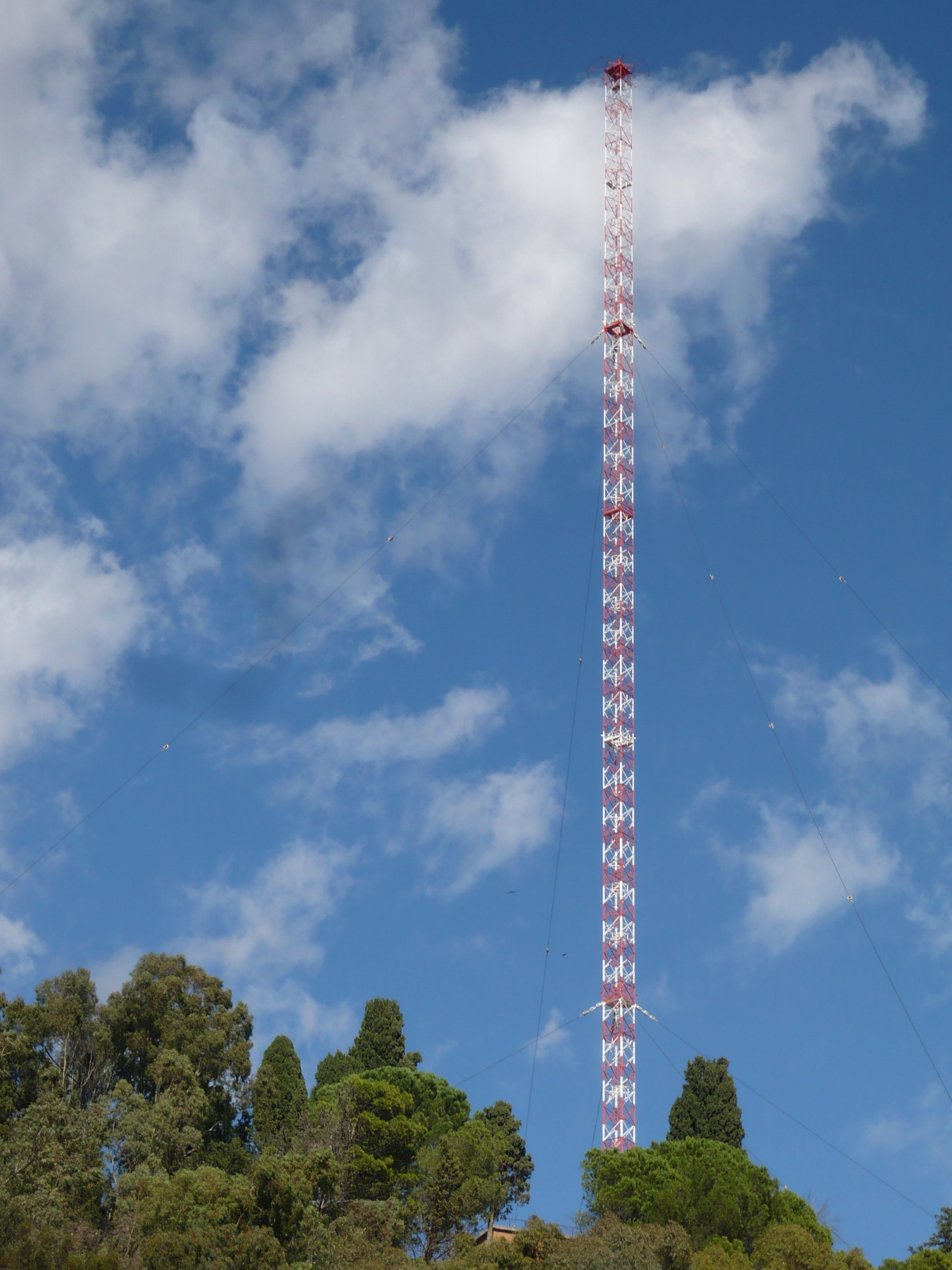
Rundfunksender

Caltanissetta war Standort eines Lang-, Mittel- und eines Kurzwellensenders der RAI. Der Langwellensender, der im August 2004 stillgelegt wurde, verwendete zuletzt als Sendeantenne einen 282 Meter hohen abgespannten Stahlfachwerkmast. Dieser letzte Langwellenrundfunksender Italiens, der zuletzt das Programm RAI Radio Uno ausstrahlte, war seitdem zeitweise zur Ausstrahlung von Nachrichten für den Schiffsverkehr im Mittelmeer aktiv. Am 23. Juli 2025 um 17:45 Uhr wurde der Sendemast kontrolliert abgerissen, da er strukturelle Baumängel aufwies und daher eine Gefahr eines möglichen Einsturzes auf ein nahegelegenes Wohngebiet darstellte.

## Varia
- Der zweimal in der Woche stattfindende Wochenmarkt wurde schon von Goethe in seiner Italienischen Reise erwähnt. Er übernachtete auf dem Weg von Agrigent nach Catania am 28./29. April 1787 in der Stadt, die er als „wohlgelegen und wohlgebaut“ beschrieb. Mangels eines Gasthofs mussten er und der Zeichner Christoph Heinrich Kniep jedoch mit einer improvisierten Bettstatt in einem Privathaus vorlieb nehmen.[7] Die Marktszene brachte ein amüsantes Missverständnis: „...auf de(m) Markt, wo die angesehensten Einwohner nach antiker Weise umhersaßen, sich unterhielten und von uns unterhalten sein wollten. Wir mußten von Friederich dem Zweiten erzählen, und ihre Teilnahme an diesem großen Könige war so lebhaft, daß wir seinen Tod verhehlten, um nicht durch eine so unselige Nachricht unseren Wirten verhaßt zu werden.“ Während Goethe jedoch vom kürzlich verstorbenen preußischen König Friedrich II. sprach, kannten die Einwohner Siziliens unter dem Namen Federico Secondo nur den mittelalterlichen Stauferkaiser Friedrich II., der auf der Insel aufgewachsen war und dort bis heute populär ist. Weder Goethe noch die Gesprächspartner bemerkten, dass sie aneinander vorbeiredeten.

## Städtepartnerschaften
- Rochester, Vereinigte Staaten, seit 1965
- Cittanova, Italien, seit 2008
- Sevilla, Spanien, seit 2011

## Söhne und Töchter der Stadt
- Michele Tripisciano (1860–1913), Bildhauer
- Rosario Assunto (1915–1994), Philosoph und Kunsttheoretiker
- Antonino Caponnetto (1920–2002), Politiker und Richter
- Giuseppe Ayala (* 1945), Jurist, Politiker und Mafiagegner
- Roberto Scarpinato (* 1952), Staatsanwalt und Mafiagegner
- Salvatore Rumeo (* 1966), römisch-katholischer Bischof von Noto
- Giovanni Marchese (* 1984), Fußballspieler